# Santa Cruz de Succhabamba
Santa Cruz de Succhabamba é uma cidade do Peru, situada na região de Cajamarca. Capital da província de Santa Cruz, sua população em 2017 foi estimada em 5.176 habitantes.